# Снайпер 4: Перезагрузка
«Снайпер 4: Перезагрузка» (англ. Sniper: Reloaded) — американский боевик 2011 года, снятый Клаудио Фахом, четвёртая часть серии фильмов «Снайпер» и продолжение фильма «Снайпер 3» (2004). Этот фильм является первым в серии «Снайпер», в котором не фигурирует персонаж Томас Беккет, которого сыграл Том Беренджер.
Вместо этого он представляет его сына Брэндона, которого сыграл Чад Майкл Коллинз. Также Билли Зейн повторяет роль Ричарда Миллера из первого фильма. Фильм снимался с 1 марта 2010 года по 3 апреля 2010 года на натуре в Йоханнесбурге, Южная Африка.
«Снайпер 4: Перезагрузка» был выпущен на DVD 26 апреля 2011 года и был неоднозначно принят критиками.

## Сюжет
Морской сержант Брэндон Беккет (Коллинз), сын главного героя предыдущего фильма «Снайпер» Томаса Беккета (Том Беренджер), берет на себя мантию, установленную его отцом, и отправляется на собственную миссию. Работая с силами ООН в Демократической Республике Конго, Брэндон Беккет получает приказ спасти европейского фермера Жана ван Бранта (Роб Фрутхофф) посреди враждебной повстанческой территории.
Когда он и его люди прибывают на ферму, на них устраивает засаду таинственный снайпер, ранив Беккета и убивая всех остальных. С помощью бывшего протеже своего отца , инструктора-снайпера Ричарда Миллера (Билли Зейн) и лейтенанта ООН Эллен Абрамовиц (Аннабель Райт) Беккет отправляется на личную миссию — отомстить за смерть членов своей команды.
В кульминации фильма Беккет узнает личность снайпера, бывшего морского пехотинца Винсента «Итальянца» Масиелло (Джастин Стридом), бывшего ученика Миллера, который действовал по приказу полковника ООН Ральфа Йегера (Ричард Сэммел) для прикрытия заговора по торговле оружием по поставкам оружия обеим сторонам продолжающейся гражданской войны. Таинственный снайпер наконец убит Брэндоном.
Вскоре после задержания Егера Миллер предлагает Беккету работу в отделе специальных операций .

## В ролях
- Чад Майкл Коллинз в роли сержанта Брэндона Беккета
- Билли Зейн , как Ричард Миллер
- Ричард Саммель , как полковник Ральф Йегер
- Патрик Листер в роли Мартина Чендлера
- Аннабель Райт в роли лейтенанта Эллен Абрамовиц
- Кайла Приветт в роли Келли Ван Брант
- Джастин Стридом в роли Винсента «Итальянца» Масиелло
- Конрад Кемп в роли капитана Дастина Нельсона
- Хломла Дандала в роли Кайла Брауна
- Ник Расенти в роли Винсента Капобьянко
- Ян Ван дер Хейден в роли Патрика Манди
- Джастин Шоу в роли Мартина Хога
- Роб Фрутхоф в роли Жана Ван Бранта
- Хулум М. Скенджана, как капитан Споро Нгоба
- Клайд Бернинг в роли снайпера морской пехоты Накельски
- Мартин Ле Мэтр в роли JAG Хирама Кларка
- Адриан Уолдрон — командующий SOCOM